# At Sixes and Sevens
Albums de Sirenia
premier album An Elixir for Existence
(2004)
At Sixes And Sevens est le premier album du groupe norvégien de metal symphonique Sirenia publié le 13 août 2002 par Napalm Records.

## Liste des chansons
Toute la musique est composée par Sirenia.
| No | Titre                     | Durée |
| -- | ------------------------- | ----- |
| 1. | Meridian                  | 6:20  |
| 2. | Sister Nightfall          | 5:38  |
| 3. | On The Wane               | 6:37  |
| 4. | In A Manica               | 6:03  |
| 5. | At Sixes And Sevens       | 6:47  |
| 6. | Lethargica                | 5:32  |
| 7. | Manic Aeon                | 6:27  |
| 8. | A Shadow Of Your Own Self | 5:58  |
| 9. | A Sumerian Haze           | 4:40  |